# Andrej Lebedseu
Andrej Lebedseu (belarussisch Андрэй Лебедзеў/Andrej Lebedseu, russisch Андрей Владимирович Лебедев/Andrei Wladimirowitsch Lebedew; * 1. Februar 1991 in Wizebsk, Sowjetunion) ist ein belarussischer Fußballspieler auf der Position eines Innenverteidigers. Zurzeit spielt er leihweise beim First Vienna FC 1894 in der zweitklassigen österreichischen Ersten Liga.

## Karriere

### Jugend und Vereinskarriere
Der in der Sowjetunion geborene Lebedseu begann seine aktive Karriere als Fußballspieler bei seinem Heimatverein, dem FK Wizebsk. Dort durchlief er mehrere Jugendspielklassen, ehe er in der Saison 2008 erstmals zum Profiteam mit Spielbetrieb in der Tschempijanat, der höchsten belarussischen Fußballliga, kam. Noch in der gleichen Spielzeit gab der junge Belarusse sein Profidebüt, als er zu einem Kurzeinsatz kam. Mit der Mannschaft wurde er in der Endtabelle mit 16 Punkten Abstand auf den Meister BATE Baryssau Fünfter.
Auch während der Spielzeit 2009 war Lebedseu im Kader des Profiteams und spielte am 28. Juni 2009 bei seinem dritten Profieinsatz bei der 1:2-Auswärtsniederlage gegen Naftan Nawapolazk bereits die volle Spieldauer durch. Danach folgten weitere sechs Profieinsätze, wobei die Mannschaft dem Abstieg nur knapp entkam und in der Endtabelle am zehnten von insgesamt 14 Tabellenplätzen rangierte (12. bis 14. Platz steigt ab).
Zur Winterpause der Saison 2009/10 wechselte der junge Innenverteidiger zum SK Rapid Wien, wo er einen Vertrag bis zum Sommer 2013 unterschrieb. Bei den Wienern kommt der Belarusse vorerst nur im Amateurteam in der drittklassigen Regionalliga Ost zum Einsatz kommen und soll so für eine weitere Karriere in der Bundesliga vorbereitet werden.
Sein Regionalligadebüt gab Lebedseu am 2. April 2010, als er bei der 0:1-Heimniederlage gegen den SV Horn über die volle Spieldauer am Platz stand. Bis zum Saisonende folgten weitere sechs Ligaeinsätze des großgewachsenen Innenverteidigers. Von seinen insgesamt sieben Regionalligaauftritten spielte er in sechs Partien über die volle Spieldauer durch und wurde in einer weiteren Partie nach 70 absolvierten Spielminuten ausgewechselt. Seinen ersten Pflichtspieltreffer für die Rapid Amas erzielte der gebürtige Belarusse am 14. August 2010 im Laufe des ÖFB-Cups 2010/11, wo das Team in der ersten Runde gegen die Profis des SK Rapid Wien antreten musste. Dabei erzielte der Innenverteidiger nur eine Minute nach dem Führungstor der Profis in Minute 17 den Ausgleichstreffer für die Amateure. Letztlich wurde das Spiel dennoch mit 2:5 verloren.
Nach dem Torerfolg aber doch frühen Aus im Cup lief es für Lebedseu im Regionalligateam bergab. Schon in der Frühphase der Spielzeit 2010/11 zeichnete sich ab, was mit fortlaufender Dauer immer deutlicher wurde. Bereits in den ersten beiden Runden musste Lebedseu aufgrund konditioneller Mängel frühzeitig ausgewechselt werden, obgleich er beim Zweitrundenspiel, einem 2:2-Heimremis gegen den SC-ESV Parndorf, einen Treffer für Rapids Amateure erzielte. Danach folgten bis dato (Stand: 13. September 2010) nur zwei weitere Einsätze, in denen er allerdings wieder über die vollen 90 Minuten in der Abwehrreihe der Wiener verweilte.
Für die folgenden zwei Spielzeiten wurde der belarussische Verteidiger zuerst zum FC Lustenau, in der folgenden Saison dann zum First Vienna FC 1894 verliehen.

### International
Lebedseu machte verschiedene Erfahrungen mit Nachwuchsnationalmannschaften seines Heimatlandes, kam aber für die belarussische A-Mannschaft nie zum Einsatz.